# میشل انتونیولی
میشل انتونیولی (انگلیسی: Michele Antonioli؛ زادهٔ ۳۱ ژانویهٔ ۱۹۷۷) اسکیت‌باز سرعت اهل ایتالیا است.